# 라틴 방진

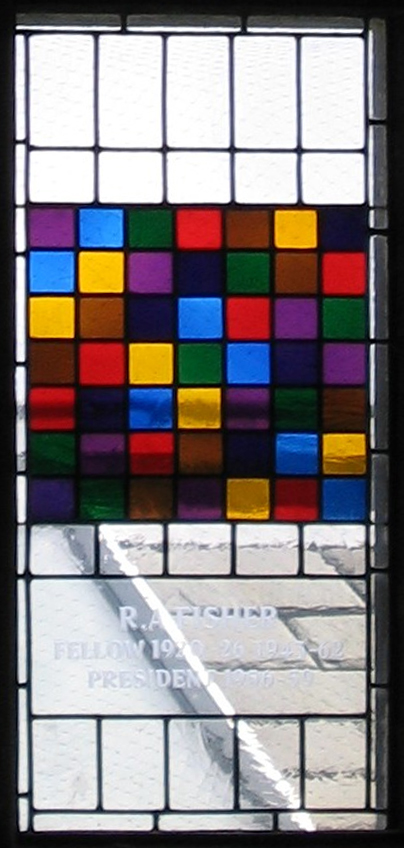
케임브리지 대학교에 있는, 7×7 라틴 방진을 나타내는 스테인드 글라스. 이는 라틴 방진의 이론에 공헌한 로널드 피셔를 기리기 위하여 피셔의 제자 앤서니 윌리엄 페어뱅크 에드워즈(Anthony William Fairbank Edwards)가 디자인하였다.

조합론에서 라틴 방진(Latin方陣, 영어: Latin square)은 각 행과 열이 각각 주어진 알파벳의 문자를 모두 중복되지 않게 포함하는 정사각 행렬이다.

## 정의
라틴 방진의 개념은 다음과 같이 두 가지로 정의될 수 있으며, 이 두 정의는 서로 동치이다.
- 라틴 방진은 특별한 성질을 갖는, 기호들로 구성된 일종의 정사각 행렬이다.
- 라틴 방진은 특별한 성질을 만족시키는 순서쌍 집합으로 여겨질 수 있다. 이 정의는 행렬을 통한 정의보다 더 대칭적이지만, 조금 덜 직관적이다.
- 라틴 방진은 유한 유사군으로 여겨질 수 있다.

### 행렬을 통한 정의
다음이 주어졌다고 하자.
- 자연수 {\displaystyle n\in \mathbb {N} }. 이를 라틴 방진의 크기라고 한다.
- 크기 {\displaystyle n}의 유한 집합 {\displaystyle \Sigma }. 이를 알파벳이라고 한다.

그렇다면, 알파벳 {\displaystyle \Sigma }에 대한 라틴 방진은 다음 조건을 만족시키는, {\displaystyle \Sigma }의 원소를 성분으로 하는, {\displaystyle n\times n} 정사각 행렬
{\displaystyle L={\begin{pmatrix}L_{11}&L_{12}&\dotsm &L_{1n}\\L_{21}&L_{22}&&L_{2n}\\\vdots &&\ddots &\vdots \\L_{n1}&L_{n2}&\ddots &L_{nn}\end{pmatrix}}}
이다.
- 각 행은 {\displaystyle \Sigma }의 모든 원소를 (정확히 하나씩) 포함한다. 즉, 임의의 {\displaystyle i\in \{1,\dotsc ,n\}}에 대하여, {\displaystyle \Sigma =\{M_{i1},\dotsc ,M_{in}\}}이다.
- 각 열은 {\displaystyle \Sigma }의 모든 원소를 (정확히 하나씩) 포함한다. 즉, 임의의 {\displaystyle j\in \{1,\dotsc ,n\}}에 대하여, {\displaystyle \Sigma =\{M_{1j},\dotsc ,M_{nj}\}}이다.

### 순서쌍을 통한 정의
알파벳 {\displaystyle \Sigma =\{1,2,3,\dotsc ,n\}}를 생각하자.
크기 {\displaystyle n}의 라틴 방진은 다음 두 조건들을 만족시키는 부분 집합
{\displaystyle L\subseteq \Sigma ^{3}=\Sigma \times \Sigma \times \Sigma }
이다.
- {\displaystyle |L|=|\Sigma |^{2}}이다.
- {\displaystyle L}의 서로 다른 두 원소는 세 성분 가운데 임의의 두 개 만으로도 구별된다. 즉, 임의의 {\displaystyle (a,b,c),(a',b',c')\in L}에 대하여, 만약 {\displaystyle (a,b,c)\neq (a',b',c')}라면, {\displaystyle (a,b)\neq (a',b')}이며, {\displaystyle (b,c)\neq (b',c')}이며, {\displaystyle (a,c)\neq (a',c')}이다.

이 정의는 행렬을 통한 정의와 동치이다. 구체적으로, 행렬 {\displaystyle M}이 주어졌을 때, 이에 대응하는 순서쌍 집합은
{\displaystyle \{(i,j,M_{ij})\colon 1\leq i,j\leq n\}}
이다.

### 대수적 정의
크기 {\displaystyle n}의 라틴 방진은 집합 {\displaystyle \Sigma =\{1,2,\dotsc ,n\}} 위에 정의된, 다음 두 조건을 따르는 이항 연산
{\displaystyle *\colon \Sigma \times \Sigma \to \Sigma }
이다.
- (왼쪽 역원의 존재) 임의의 {\displaystyle a,b\in \Sigma }에 대하여, {\displaystyle a*x=b}인 {\displaystyle x\in \Sigma }가 유일하게 존재한다.
- (오른쪽 역원의 존재) 임의의 {\displaystyle a,b\in \Sigma }에 대하여, {\displaystyle x*a=b}인 {\displaystyle x\in \Sigma }가 유일하게 존재한다.

즉, 라틴 방진의 개념은 유한 유사군의 개념과 사실상 동치이다.
이 경우, {\displaystyle (\Sigma ,*)}에 대응되는 행렬은
{\displaystyle M_{ij}=i*j}
이며, 마찬가지로 {\displaystyle (\Sigma ,*)}에 대응되는 순서쌍 집합은
{\displaystyle \{(i,j,i*j)\colon i,j\in \Sigma \}}
이다.

## 연산

### 동위 라틴 방진
임의의 라틴 방진 {\displaystyle M}이 주어졌다고 하자.
- {\displaystyle M}의 행들의 순열을 취해도 라틴 방진을 이룬다. 즉, 임의의 순열 {\displaystyle \sigma \in \operatorname {Sym} (n)}에 대하여, {\displaystyle N_{ij}=M_{\sigma (i)j}} 역시 라틴 방진이다.
- {\displaystyle M}의 열들의 순열을 취해도 라틴 방진을 이룬다. 즉, 임의의 순열 {\displaystyle \sigma \in \operatorname {Sym} (n)}에 대하여, {\displaystyle N_{ij}=M_{i\sigma (j)}} 역시 라틴 방진이다.
- {\displaystyle M}의 각 성분에 {\displaystyle \Sigma }의 순열을 취해도 라틴 방진을 이룬다. 즉, 임의의 순열 {\displaystyle \sigma \in \operatorname {Sym} (n)}에 대하여, {\displaystyle N_{ij}=\sigma (M_{ij})} 역시 라틴 방진이다.

만약 같은 알파벳 위의 두 라틴 방진을 위와 같은 연산들을 가하여 같게 만들 수 있다면, 이 두 라틴 방진이 서로 동위(同位, 영어: isotopic)라고 한다.
이에 따라, 알파벳 {\displaystyle \Sigma =(a_{1},a_{2},\dotsc ,a_{n})}가 전순서 집합일 때, 임의의 {\displaystyle \Sigma }-라틴 방진에 순열을 가해 첫 행과 첫 열이 둘 다 순서대로 배열되게 놓을 수 있다. 즉, 다음과 같은 꼴이다.
{\displaystyle L={\begin{pmatrix}a_{1}&a_{2}&\dotsm &a_{n}\\a_{2}&L_{22}&&L_{2n}\\\vdots &&\ddots &\vdots \\a_{n}&L_{n2}&\dotsm &L_{nn}\end{pmatrix}}}
이를 표준형 라틴 방진(標準型Latin方陣, 영어: normal-form/standard-form/reduced Latin square)이라고 한다.

### 켤레 라틴 방진
(순서쌍으로 표현된) 라틴 방진 {\displaystyle M}이 주어졌다고 하자. 그렇다면, 크기 3의 집합 위의 순열 {\displaystyle \sigma \in \operatorname {Sym} (3)}에 대하여, 순서쌍 집합
{\displaystyle M'=\{\sigma \cdot (a_{1},a_{2},a_{3})=(a_{\sigma (1)},a_{\sigma (2)},a_{\sigma (3)})\colon (a_{1},a_{2},a_{3})\in M\}}
역시 라틴 방진을 이루며, 이 경우 {\displaystyle M'}과 {\displaystyle M}이 서로 켤레(영어: conjugate)라고 한다.
특히, 예를 들어 {\displaystyle \sigma =(12)}일 경우 이는 행렬 표현에서 정사각 행렬의 전치 행렬을 취하는 것에 해당한다.

### 직교성
같은 크기의 두 라틴 방진 {\displaystyle M}, {\displaystyle N}이 주어졌다고 하자. 만약 각 칸에서 두 라틴 방진의 성분이 각각 다른 순서쌍을 이룬다면, 즉 만약
{\displaystyle \forall i,j,i',j'\in \{1,2,\dotsc ,\}\colon (M_{ij},N_{ij})\neq (M_{i'j'},N_{i'j'})}
라면, {\displaystyle M}과 {\displaystyle N}이 서로 직교(直交, 영어: orthogonal)라고 하며,
{\displaystyle M\perp N}
으로 표기한다.
같은 크기의 라틴 방진의 집합 {\displaystyle {\mathcal {M}}}에 대하여, 만약 임의의 {\displaystyle M,N\in {\mathcal {M}}}에 대하여 {\displaystyle M\neq N}일 경우 {\displaystyle M\perp N}일 때, {\displaystyle {\mathcal {M}}}을 상호 직교 라틴 방진 집합(영어: set of mutually orthogonal Latin squares, 약자 MOLS)이라고 한다. 특히, 크기가 2인 상호 직교 라틴 방진 집합, 즉 직교하는 두 라틴 방진의 순서쌍 {\displaystyle (M,N)}을 직교 라틴 방진 (쌍)(直交Latin方陣順序雙, 영어: (pair of) orthogonal Latin square(s)) 또는 그레코라틴 방진(Greco-Latin方陣, 영어: Greco–Latin square)이라고 한다.

## 성질

### 라틴 방진의 수
라틴 방진의 수는 다음과 같다. 여기서, 주어진 크기 {\displaystyle n}의 라틴 방진의 수(즉, 넷째 열)는 표준형 라틴 방진의 수(즉, 셋째 열) × {\displaystyle n!(n-1)!}이다.
| 크기 n | 라틴 방진의 동위류의 수 (OEIS의 수열 A40082) | 표준형 라틴 방진의 수 (OEIS의 수열 A315)      | 모든 라틴 방진의 수 (OEIS의 수열 A2860)                         |
| ------ | -------------------------------------------- | --------------------------------------------- | --------------------------------------------------------------- |
| 0      | 1                                            | 1                                             | 1                                                               |
| 1      | 1                                            | 1                                             | 1                                                               |
| 2      | 1                                            | 1                                             | 2                                                               |
| 3      | 1                                            | 1                                             | 12                                                              |
| 4      | 2                                            | 4                                             | 576                                                             |
| 5      | 2                                            | 56                                            | 161 280                                                         |
| 6      | 22                                           | 9 408                                         | 812 851 200                                                     |
| 7      | 564                                          | 16 942 080                                    | 61 479 419 904 000                                              |
| 8      | 1 676 267                                    | 535 281 401 856                               | 108 776 032 459 082 956 800                                     |
| 9      | 115 618 721 533                              | 377 597 570 964 258 816                       | 5 524 751 496 156 892 842 531 225 600                           |
| 10     | 208 904 371 354 363 006                      | 7 580 721 483 160 132 811 489 280             | 9 982 437 658 213 039 871 725 064 756 920 320 000               |
| 11     | 12 216 177 315 369 229 261 482 540           | 5 363 937 773 277 371 298 119 673 540 771 840 | 776 966 836 171 770 144 107 444 346 734 230 682 311 065 600 000 |

크기 {\displaystyle n}의 라틴 방진의 수를 {\displaystyle L_{n}}이라고 하면, 다음이 성립한다.
{\displaystyle {\frac {(n!)^{2n}}{n^{n^{2}}}}\leq L_{n}\leq \prod _{i=1}^{n}(i!)^{n/i}\qquad \forall n\in \mathbb {N} }
물론, 크기 {\displaystyle n}의 표준형 라틴 방진의 수는 {\displaystyle L!/(n!(n-1)!)}이다. ({\displaystyle n=0}일 경우, 좌변에서 {\displaystyle 0^{0}=1}로 놓으며, 우변에서 0개의 항의 곱은 1이다.)
또한, 다음과 같은 {\displaystyle L_{n}}에 대한 공식이 존재한다.
{\displaystyle L_{n}=n!\sum _{M\in \operatorname {Mat} (n,n;\{0,1\})}(-)^{|\{(i,j)\in \{1,2,\dotsc ,n\}^{2}\colon M_{ij}=0\}|}{\binom {\operatorname {perm} M}{n}}}
여기서
- {\displaystyle \operatorname {Mat} (n,n;\{0,1\})}은 {\displaystyle \{0,1\}} 성분을 갖는, {\displaystyle n\times n} 정사각 행렬들의 집합이다.
- {\displaystyle |\{(i,j)\in \{1,2,\dotsc ,n\}^{2}\colon M_{ij}=0\}|}은 행렬 {\displaystyle M}의 성분 가운데, 값이 0인 것의 수이다.
- {\displaystyle \operatorname {perm} M\in \mathbb {N} }은 행렬 {\displaystyle M}의 퍼머넌트이다.
- {\displaystyle \textstyle {\binom {-}{-}}}은 이항 계수이다.

### 직교 라틴 방진의 존재
임의의 양의 정수 {\displaystyle n\geq 2}에 대하여, 다음 두 조건이 서로 동치이다.
- 서로 직교하는 두 {\displaystyle n\times n} 라틴 방진을 찾을 수 있다.
- {\displaystyle n\not \in \{2,6\}}이다.

다시 말해, 2×2 및 6×6을 제외한 다른 모든 크기에서는 직교 라틴 방진 쌍이 존재한다.
보아 일반적으로, {\displaystyle n\geq 2}일 때, 크기 {\displaystyle n\times n}의 상호 직교 라틴 방진 집합의 크기는 항상 {\displaystyle n-1} 이하이다. 또한, 만약 {\displaystyle n}이 소수의 거듭제곱일 때 (즉, 만약 크기 {\displaystyle n}의 유한체가 존재할 때) 이 상계는 포화된다. 구체적으로, 크기 {\displaystyle n-1}의 {\displaystyle n\times n} 상호 직교 라틴 방진 집합은 크기 {\displaystyle n}의 유한 사영 평면의 존재와 동치이다.
각 {\displaystyle n}에 대하여, 상호 직교 라틴 방진 집합의 최대 크기는 다음과 같다. (OEIS의 수열 A1438)
| 크기 {\displaystyle n} | 상호 직교 라틴 방진 집합의 최대 크기 |
| ---------------------- | ------------------------------------ |
| 0                      | ∞                                    |
| 1                      | ∞                                    |
| 2                      | 1                                    |
| 3                      | 2                                    |
| 4                      | 3                                    |
| 5                      | 4                                    |
| 6                      | 1                                    |
| 7                      | 6                                    |
| 8                      | 7                                    |
| 9                      | 8                                    |

## 예
크기 3 이하의 (유일한) 표준형 라틴 방진들은 각각 다음과 같다.
{\displaystyle {\begin{pmatrix}\end{pmatrix}}}
{\displaystyle {\begin{pmatrix}1\end{pmatrix}}}
{\displaystyle {\begin{pmatrix}1&2\\2&1\end{pmatrix}}}
{\displaystyle {\begin{pmatrix}1&2&3\\2&3&1\\3&1&2\end{pmatrix}}}

## 응용
통계학에서, 라틴 방진은 실험 설계에 사용된다.

## 역사
최석정(1646~1715)은 1710년~1715년 경 출판된 것으로 여겨지는 수학서 《구수략》에서 서로 직교인 9×9 라틴 방진 쌍 및 (서로 직교가 아닌) 두 개의 10×10 라틴 방진을 수록하였다. 최석정은 두 10×10 라틴 방진을 각각 백자자수음양착종도(白子子數陰陽錯綜圖) · 백자모수음양착종도(白子母數陰陽錯綜圖)라고 명명하였으며, 9×9 직교 라틴 방진을 구구모수변궁양도(九九母數變宮陽圖)라고 명명하였다.
프랑스의 수학자 자크 오자낭(프랑스어: Jacques Ozanam, 1640~1718)은 1694년에 각종 수학 퍼즐이 수록된 책을 출판하였다. 이후 오자낭의 사후 1778년에 장에티엔 몽튀클라(프랑스어: Jean-Étienne Montucla, 1725~1799)가 이를 편집하고 새 퍼즐들을 추가하여 재출판하였으며, 이 개정판에는 (제1판에 수록되지 않았던) 4×4 직교 라틴 방진에 해당하는 퍼즐이 수록되어 있다. 개정판 4권에 수록된 산수 퍼즐 29번은 플레잉카드의 4개의 슈트(◆, ♥, ♠, ♣)에 속하는, 숫자 대신 라틴 문자가 달린 카드(킹 K, 퀸 Q, 잭 J, 에이스 A)를 사용하여 직교 라틴 방진을 구성하는 것이었으며, 책에 수록된 해는 다음과 같다.
🃋🂱🂮🃝
🂭🃞🃁🂻
🃑🂫🂽🃎
🂾🃍🃛🂡
레온하르트 오일러는 1779년에 집필되고 1782년에 출판된 논문에서, 만약 {\displaystyle n\not \equiv 2{\pmod {4}}}일 경우 서로 직교하는 {\displaystyle n\times n} 라틴 방진의 쌍이 존재함을 증명하였으며, 또한 이것이 직교하는 라틴 방진의 쌍이 존재할 필요 충분 조건일 것이라고 추측하였다.
“라틴 방진”이라는 용어는 레온하르트 오일러가 논문에서 이러한 조합론적 구조를 다룰 때, 알파벳의 원소를 (그리스 문자 대신) 라틴 문자로 표기한 것에서 유래하였다. 예를 들어 다음과 같은 꼴이다.
| a | b | c |
| c | a | b |
| b | c | a |
마찬가지로, “그레코라틴 방진”이라는 용어는 오일러가 두 라틴 방진의 원소를 각각 라틴 문자와 그리스 문자로 표기한 것에서 유래하였다. 예를 들어, 다음과 같은 꼴이다.
| aα | bγ | cβ |
| cγ | aβ | bα |
| bβ | cα | aγ |
이 논문에서 오일러는 다음과 같이 적었다.
| “ | §1. 매우 흥미로운 한 문제가 […] 내게 아래와 같은 연구를 개시할 동기를 부여하였다 […]. 이 문제는 36인의 장교에 대한 것이다. 이들은 6개의 서로 다른 계급을 가지며, 6개의 서로 다른 연대에 속한다. 이들은 정사각형의 모양으로 배열하여, 각 행과 각 열이 각각 6인의, 서로 다른 계급과 연대에 속하는 장교들로 구성되어야 한다. 이 문제에 많은 노력을 할애한 뒤, 나는 이러한 배열이 (비록 이를 엄밀히 증명할 수는 없지만) 절대로 불가능함을 인정한다. §2. 이 문제의 상태를 더 잘 설명하기 위하여, 나는 여섯 개의 연대를 각각 라틴 문자 a, b, c, d, e, f로 표시할 것이며, 여섯 개의 계급을 각각 그리스 문자 α, β, γ, δ, ε, ζ로 표시할 것이다. 즉, 각 장교의 특성은 두 개의 글자 — 라틴 글자 하나, 그리스 글자 하나 — 로 결정되며, 첫째는 연대, 둘째는 계급을 나타낸다. […] §1. Une question fort curieuſe […] m’a engagé à faire les recherches ſuivantes […]. Cette question rouloit ſur une asſemblée de 36 Officiers de ſix différens grades et tirès de ſix Régimens différens, qu’il ſ’agisſoit de ranger dans un quarré, de manière que ſur chaque ligne tant horizontale que verticale il ſe trouva ſix Officiers tant de différens caractères que de Régimens différens. Or après toutes les peines qu’on ſ’est donné pour reſoudre ce Probléme, on a été obligé de réconnoître, qu’un tel arrangement est abſolument imposſible, quoiqu’on ne puisſe pas en donner de demonſtration rigoureuſe. §2. Pour mieux expliquer l’étât de la question mentionée, je marquerai les ſix Régimens différens par les lettres latines a, b, c, d, e, f, et les ſix différens grades par les grecques α, β, γ, δ, ε, ζ, et il est clair que le Caractère de chaque Officier est déterminé par deux lettres, l’une latine, et l’autre grecque, dont la premiere marque ſon Régiment, et l’autre ſon grade […]. | ” |
|   | — :85–86, §§1–2 |   |

1901년에 프랑스의 수학자 가스통 타리(프랑스어: Gaston Tarry, 1843~1913)는 서로 직교하는 두 6×6 라틴 방진이 존재할 수 없음을 엄밀히 증명하여, 오일러의 추측의 일부를 확인하였다.
그러나 1959년에 라지 찬드라 보스와 샤라드찬드라 샨카르 슈리칸데(힌디어: शरदचंद्र शंकर श्रीखंडे, 영어: Sharadchandra Shankar Shrikhande)는 서로 직교하는 22×22 라틴 방진의 존재를 증명하였다. 곧 보스와 슈리칸데와 어니스트 틸던 파커(영어: Ernest Tilden Parker, 1926~1991)는 1960년에 10 이상의 모든 수에 대하여 오일러의 추측이 거짓임을 증명하였다.

## 같이 보기
- 블록 설계
- 여덟 퀸 문제
- 마방진
- 사토르 마방진